# 克里斯蒂安·格罗斯
克里斯蒂安·格羅斯（德語：Christian Groß，1989年2月8日—）是一位德國足球運動員，現效力於雲達不萊梅體育會，擔任後衛及中场。